# Кейлар, Брианна
Брианна Мари Кейлар (англ. Brianna Marie Keilar; род. 21 сентября 1980, Канберра) — американская журналистка австралийского происхождения. Соведущая программы CNN News Central. Бывшая ведущая программы New Day на канале CNN. Ранее работала корреспондентом в Белом доме, старшим политическим корреспондентом, корреспондентом в Конгрессе США и корреспондентом CNN в Вашингтоне. Прежде чем присоединиться к New Day, была ведущей программы CNN Right Now with Brianna Keilar.

## Ранний период жизни и образование
Кейлар родилась в Канберре, Австралия. Её отец Гленн — австралиец, а мать Мириам — американка. Кейлары находились в Австралии на момент рождения Брианны. 
В 1982 году Кейлар вместе с семьёй переехали в США и поселились в округе Ориндж, штат Калифорния. В 1998 году Кейлар окончила Mission Viejo High School. В 2001 году окончила Калифорнийский университет в Беркли, получив двойную степень бакалавра в области массовых коммуникаций и психологии.

## Карьера
Начала свою журналистскую карьеру в Якиме, штат Вашингтон, в филиале Си-би-эс KIMA. Также вела утреннее шоу Billy, Blue and Brianna: The Morning Zoo на радиоканале KFFM. Затем перешла на станцию CBS News, где работала ведущей, репортёром и продюсером выпуска новостей CBS, который транслировался на MTVU, сеть MTV. Она также была временным ведущим ночного выпуска новостей CBS News Up to the Minute и внештатным репортёром выпуска CBS Evening News.
Из CBS перешла на канал CNN, став корреспонденткой CNN Newsource, обеспечивая освещение последних новостей из столицы США примерно для 800 станций-партнеров CNN Newsource. В качестве основной корреспондентки CNN освещала широкий круг историй, в том числе массовое убийство в Виргинском политехническом институте в 2007 году, где она была первым корреспондентом CNN на месте происшествия.

## Награды
2009: Премия Эверетта МакКинли Дирксена Национального фонда прессы за выдающееся освещение Конгресса
2014 White House Correspondents' Association's Aldo Beckman Memorial Award

## Личная жизнь
2 мая 2009 года Кейлар вышла замуж за Дэйва Френча.  Позже они развелись. В июле 2016 года Кейлар объявила, что помолвлена с Фернандо Луханом, который в то время был директором Совета национальной безопасности США. 31 декабря 2016 года Брук Болдуин объявила, что Кейлар и Лухан поженились накануне вечером в Лас-Вегасе. 8 июня 2018 года Кейлар родила мальчика.
17 декабря 2021 года Кейлар объявила о том, что заболела COVID-19 и отметила, что у неё есть симптомы.